# Albino Manique
Albino Batista Manique (São Francisco de Paula, 12 de março de 1944 — Porto Alegre, 25 de abril de 2024) foi um compositor e acordeonista brasileiro.

## Carreira
Nasceu em 12 de março de 1944, em São Francisco de Paula, no Bairro do Rincão. Iniciou a trajetória na música aos sete anos e, aos 11, mudou-se para Porto Alegre em busca de seu sonho: consolidar-se no cancioneiro gaúcho.
Albino, desde cedo sempre teve a música consigo. Tinha um vizinho e amigo chamado Francisco Castilhos, e juntos começaram a tocar. Francisco ganhou um cavaquinho, e como Albino tocava pandeiro, fizeram uma dupla para animar as festinhas do interior. Com o passar do tempo, Chico ganhou um violão, e Albino uma gaita de 80 baixos de seu pai, e se apaixonou por este instrumento.
Em 1958, se apresentavam num concurso musical de uma igreja em São Francisco de Paula, no Rio Grande do Sul. Como a dupla não tinha nome ainda, o animador Jair Teixeira disse que iria apresentá-los como Dupla Mirim. O batizado deu certo e, a partir deste dia, ficaram conhecidos como Dupla Mirim.
Na década de 1950, conseguiu participar de programas de rádio na Capital, onde começou a projeção para o Estado. Durante a trajetória musical, gravou mais de 40 trabalhos, seja solo, ou com a Dupla Mirim — ao lado de Francisco Castilhos — que, mais tarde com a entrada de Oscar Soares, passou a se chamar Os Mirins. Estima-se que tenha sido autor de mais de 300 canções.
Ao lado de Chico Castilhos, Manique gravou o primeiro disco em 1961, intitulado Barbaridade. Oito anos mais tarde, em 1969, o artista fez a sua estreia solo, com o álbum Alma de Acordeon. Porém, não deixou de lado o trabalho com Os Mirins. Tanto que a nova empreitada fora do grupo foi ocorrer apenas em 1978, quando lançou o disco Baile de Candeeiro, no qual foram gravados os sucessos Madrugada e Baile de Candeeiro, que chegou a ser tema de abertura do Galpão Crioulo, entre 1982, ano da estreia do programa, até 1984.
Muito requisitado no meio por conta de seu grande talento, Manique era também um músico de estúdio. Foi responsável por fazer os arranjos e gravar o acordeom de diversos grupos e cantores do Estado. O artista, por exemplo, esteve envolvido em obras de César Passarinho, Velho Milongueiro, Gaúcho da Fronteira, entre muitos outros.
Albino Manique tinha uma musicalidade muito forte e muita habilidade com a sua gaita, criando uma técnica muito peculiar, e sempre se destacando por seus arranjos complexos e muito bem elaborados.
Em 1969 lançou seu primeiro disco solo, intitulado Alma de Acordeon, com sucessos como Taquito Militar e Bugio da Serra.
Na década de 1970 dedica-se ao conjunto, deixando de lado os discos individuais, voltando em 1978 com o disco solo Baile de Candeeiro, trazendo músicas como Baile de Candeeiro e Madrugada.
Albino, em pouco tempo, passou a ser considerado uns dos melhores instrumentistas do Brasil e era muito requisitado para gravar discos de outros artistas.
Em 2014, o artista recebeu o Troféu Guri, prêmio do Grupo RBS que é concedido a personalidades que promoveram o Estado em suas respectivas áreas.
Faleceu em 25 de Abril de 2024, aos 80 anos, por problemas decorrentes de um câncer de pulmão.

## Discografia
- 1969: Alma de Acordeon
- 1978: Baile de Candieiro (que foi lançado com 3 capas diferentes)
- 1981: No Compasso da Acordeona
- 1983: A Gaita do Rio Grande
- 1984: Dançando Com Albino Manique
- 1985: Entrevero no Teclado
- 1986: O Gaiteiro
- 1989: Eu e a Acordeona (relançamento do LP Alma de Acordeon de 1969 em comemoração dos 20 anos do disco)
- 1994: A Gaita de Albino Manique
- 1998: O Som de Albino Manique